# Бора Костић (књижевник)
Бора Костић (Јеловица 1935 — Пирот 2018) био је српски књижевник и хроничар. По струци је био машински инжењер.

## Биографија
Рођен је у селу Јеловица код Пирота где је и завршио основну школу. Похађао је нижу гимназију у селу Височка Ржана.
Године 1951. се преселио са породицом у Банат. Завршио је гимназију у Панчеву 1956. године. Исте године је уписао студије на Машинском факултету у Београду и завршио их је јуна 1962. године као стипендиста фабрике Утва у Панчеву. После одслужења војног рока, почео је да ради у фабрици у Панчеву 1963. године.
У Пирот се вратио 1965. године где је радио као конструктор машина и уређаја у фабрици алатних машина Сарлах. Пет године касније је прешао да ради у фабрици Тигар као технички директор Техничке гуме.
Године 1974. мења радно место те се прихватио посла генералног директора предузећа Радник у Пироту где је и остао до инвалидске пензије 1992. године.

## Књижевно стваралаштво
Костић је углавном писао монографије о предузећима пиротског краја.
Његова прва књига „Не чекајте инфаркт“, је изашла из штампе излази 1998. године. Затим је издао књиге „Сапутници“, 2002, „Никад није касно“, 2003, „Први мај и Драган Николић“, 2006. а исте године из штампе излази и збирка епских родољубивих и других песама „Живеће овај народ“. Шеста књига „Наша нана“ је потресна драма о животу мајке, у сарадњи са Николом Божићем и изашла је из штампе 2007. године. Потом следе три књиге о стварању, расту и развоју компаније „Тигар“: „Мита Гага и браћа Цекић, оснивачи фабрике Тигар“, 2008, „Тигар, раст и развој“, 2012. године а трећа књига „Тигар, развој на два колосека“ излази из штампе 2015. године. Десета књига овог аутора „Светлост на тамном путу“ изашла је из штампе 2017. године.